# Werner Zorn

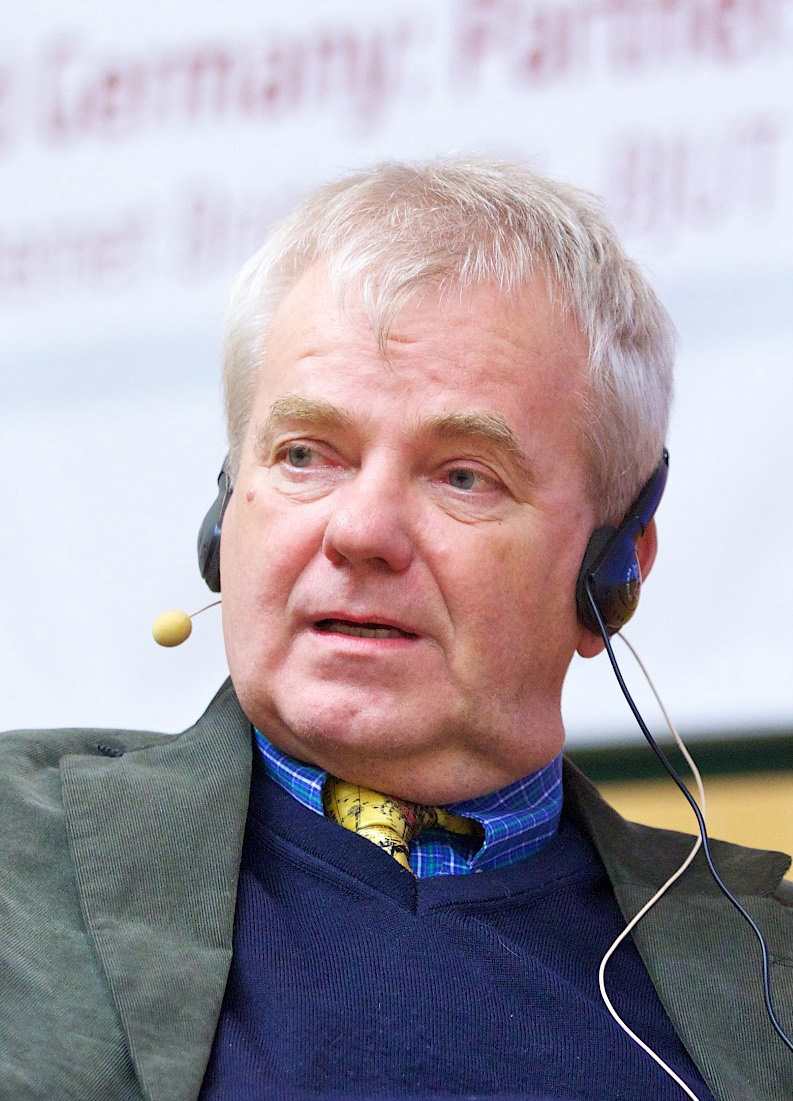
Werner Zorn en 2012

Werner Zorn, né le 24 septembre 1942 à Francfort-sur-le-Main, est un informaticien allemand et pionnier d'Internet.

## Formation
Werner Zorn est élève au Leibniz-Realgymnasium de Höchst. Après un baccalauréat en 1962, il étudie l'électrotechnique à l'Université technique de Karlsruhe et se spécialise en ingénierie des communications. Il obtient son diplôme d'ingénieur (Dipl.-Ing.) fin 1967. Il obtient ensuite son doctorat à l'Institut d'ingénieurs en communications et d'informaticiens sous la supervision de Karl Steinbuch avec une thèse intitulée « Einstellverfahren für lineare und nichtlineare Klassifikatoren auf dem Gebiet der Zeichenerkennung ».

## Activités
En 1972, il rejoint le tout nouveau département d'informatique de l'Institut de technologie de Karlsruhe, où il est responsable de la création, du développement et de la gestion du centre de calcul du département d'informatique (IRA) pendant les 25 années suivantes. Il est nommé professeur en 1979, et il se spécialise dans l'analyse méthodique des performances et la communication de données.

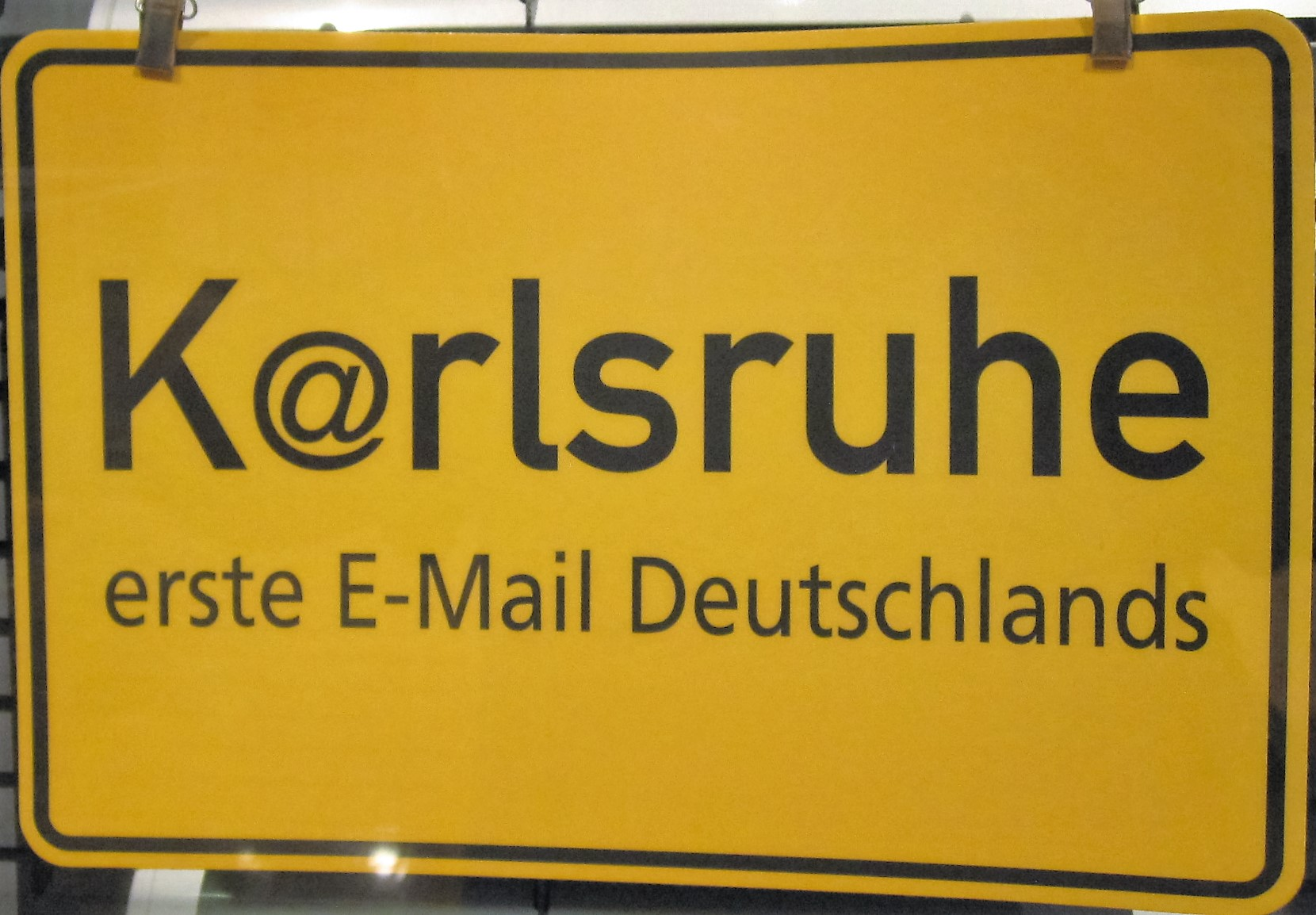
Karlsruhe – Premier e-mail allemand (Heinz Nixdorf MuseumsForum à Paderborn, 2014).

Zorn initie la communication sur Internet en Allemagne avec le premier courrier électronique allemand en 1984, puis débute la connexion de la Chine aux réseaux informatiques internationaux en 1987 ; il fonde une société appelée Xlink en 1989 qui est l'un des premiers fournisseurs de services Internet allemands.
Il est Admin-C pour le domaine « Allemagne », et s'engage au développement d'un réseau ouvert liés les différents réseaux informatiques du domaine scientifique allemand (notamment CSNET, EARN, EUnet). Ceci le met en conflit avec l'Association DFN (de) : il devient le principal critique de la politique de financement favorisant le modèle OSI, plutôt que l'Internet basé sur TCP/IP.
À partir de 2001 et jusqu'en 2007, Werner Zorn rejoint l'Institut Hasso-Plattner (HPI) de l'Université de Potsdam, où il consacre son enseignement et ses recherches au problème de la modélisation hiérarchiquement cohérente des systèmes de communication, ce qui aboutit à une approche méthodologiquement nouvelle de l'analyse quantitative des systèmes dynamiques discrets.

## Distinctions (sélection)
- 2006 : Croix fédérale du Mérite sur ruban[5]
- 2013 : Temple de la renommée d'Internet, catégorie Pionniers[6]
- 2014 : Prix de l'amitié du gouvernement chinois[7],[8]
- 2016 : Membre honoraire de la Société Leibniz des sciences de Berlin.

## Publications (sélection)
(Traduction automatique)
- 1985 : Dernières nouvelles du Net Édition spéciale Mars 1985
- 1988 : Comment la Chine s'est connectée aux réseaux informatiques internationaux
- 1995 avec Martin Haas : Analyse méthodique des performances des systèmes informatiques . Manuel d'informatique 2.6, A. Endres, H. Krallmann, P. Schnupp (éd.). Éditions Oldenbourg, Munich
- 1996 : L'Internet finira-t-il dans le chaos ?, Congrès allemand de l'Internet 1996 à Karlsruhe, mai 1996
- 1997 : L'Allemagne a-t-elle raté le développement d'Internet ?, Congrès allemand de l'Internet 1997 à Düsseldorf, mai 1997
- 1998 : Sur l'échec du développement de l'Internet allemand
- 2007 : FMC-QE - Une nouvelle approche en modélisation quantitative (PDF ; 308) (ko)

- 2016 : « Von der Nützlichkeit verständlicher Begriffsdefinitionen am Beispiel „Information“obligatoire », dans Frank Fuchs-Kittowski Werner Kriese (éditeurs), Informatik und Gesellschaft: Festschrift zum 80. Geburtstag von Klaus Fuchs-Kittowski, Peter Lange  Academic Research, 2016 (ISBN 978-3-631-66719-4).